# 茅原郁生
茅原 郁生（かやはら いくお、1938年7月14日 - ）は、陸上自衛官、拓殖大学名誉教授。専門は中国の安全保障。山口県出身。

## 略歴
- 1962年（昭和37年）：防衛大学校卒業（6期）、陸上自衛隊入隊
- 1976年（昭和51年）～1978年（昭和53年）：外務省アジア局中国課出向
- 1985年（昭和60年）：第36普通科連隊連隊長（1等陸佐）
- 1988年（昭和63年）8月1日：第7師団司令部幕僚長
- 1990年（平成2年）3月16日：防衛研究所所員
- 1993年（平成5年）4月1日：陸将補に特別昇任、退職

防衛庁アジア・太平洋地域研究室長（文官研究職）
- 1995年（平成7年）～1998年（平成10年）：ロンドン大学客員研究員、防衛研究所部長、山梨学院大学講師などを歴任
- 1997年（平成9年）：防衛庁国際関係研究部長
- 1999年（平成11年）：拓殖大学国際開発研究所教授
- 2000年（平成12年）：拓殖大学国際開発学部教授
- 2006年（平成18年）：拓殖大学学生センター長
- 2008年（平成20年）：拓殖大学国際学部教授兼大学院安全保障専攻主任教授
- 2009年（平成21年）：拓殖大学を退職[2]
- 2010年（平成22年）4月29日：瑞宝小綬章受章
- 2012年（平成24年）：アジア・太平洋賞受賞

## 著書
- 『中国軍事論』（芦書房, 1994年）
- 『安全保障から見た中国――日中共存・共栄に向けた視角』（勁草書房, 1998年）
- 『中国軍事大国の原点―鄧小平軍事改革の研究』（蒼蒼社, 2012年）
- 『中国人民解放軍―「習近平軍事改革」の実像と限界』（PHP新書, 2018年）

### 編著
- 『中国エネルギー戦略』（芦書房, 1996年）
- 『中国空軍――21世紀航空戦略とアジアの安全保障』（芦書房, 2000年）
- 『中国は何処に向う？――その中期展望と対中戦略提言』（蒼蒼社, 2001年）
- 『中国の核・ミサイル・宇宙戦力』（蒼蒼社, 2002年）
- 『若者の目に映った台湾』（芦書房, 2003年）
- 『中国軍事用語辞典』（蒼蒼社, 2006年）
- 『中国の軍事力――2020年の将来予測』（蒼蒼社, 2008年）

### 共著
- 『中国は脅威か』（勁草書房, 1997年）
- 『2020年の中国』（日本経済新聞社, 2000年）
- 『習近平が変えた中国』（天児慧編著、小学館, 2018年）
- 『21世紀の中国 軍事外交篇―軍事大国化する中国の現状と戦略』（美根慶樹共著、朝日新聞出版〈朝日選書〉, 2012年）

## 論文
- 「中国の軍事戦略の底流にある思想・文化」（年報戦略研究4<戦略文化>、戦略研究学会編、芙蓉書房出版、2006年12月）